# Magdaléna Nespěšná Hamsíková
Magdaléna Nespěšná Hamsíková (* 17. září 1976 Praha) je česká historička umění.

## Život
Mezi lety 1999–2004 vystudovala Filozofickou fakultu Univerzity Karlovy v Praze, kterou absolvovala s diplomovou prací Desková malba 15. a 16. století z bývalé klášterní obrazárny v Oseku. V letech 2004–2011 pokračovala v doktorském studiu na stejné fakultě, jež úspěšně dokončila obhajobou disertační práce Recepce díla Lucase Cranacha st. v malířství 1. poloviny 16. století v Čechách a na Moravě.
V období 2006–2007 pracovala jako asistentka na Ústavu dějin křesťanského umění Katolické teologické fakulty Univerzity Karlovy v Praze. Několik měsíců roku 2007 strávila na zahraniční stáži na J. W. Goethe Universität ve Frankfurtu n. Mohanem u prof. Martina Büchsela.
Po návratu se systematicky věnuje pedagogické činnosti na Ústavu dějin křesťanského umění Katolické teologické fakulty UK v Praze. V letech 2009–2012 působila jako externí lektorka v Národní galerii v Praze se zaměřením na sbírku středověkého umění v Anežském klášteře v Praze.
Od roku 2019 vyučuje také na Ústavu dějin umění Filozofické fakulty UK.
Podnikla řadu studijních cest do Francie, Itálie, Německa, Španělska a Venezuely.
Oblastmi jejího vědeckého zájmu jsou evropské malířství, sochařství a architektura středověku a novověku.

## Ocenění
- 2017 – cena Josefa Krásy (Uměleckohistorické společnosti (UHS)) za monografii Lucas Cranach a malířství v českých zemích 1500–1550, NLN, Praha 2016, ISBN 978-80-7422-450-8

## Kurátorská činnost (výběr)
- 2014 – Elementární akce; Dagmar Hamsíková; Galerie Navrátil, Praha, 13. 10. – 7. 11. 2014[3]
- 2015 – Za elementy; Dagmar Hamsíková; Kulturní dům Dobříš, 19. 3. – 26. 4. 2015[3]
- 2017 – K počátku; umělci: Dagmar Junek a Michelle Kuneš; Galerie Dolní brána, Prachatice, 11. 10. – 11. 11. 2017[3]
- 2020 – Jádra 2+2+2; umělci: Klára Bémová, Zorka Krejčí, Milan Krajíček, Lenka Stejskalová, Zdeňka Hanáková, Tomáš Rasl; Galerie Vltavín, Praha, 30. 7. – 11. 9. 2020[4]